# Calixto Silva
Calixto Silva fue un marino argentino que participó de la Guerra del Brasil.

## Biografía

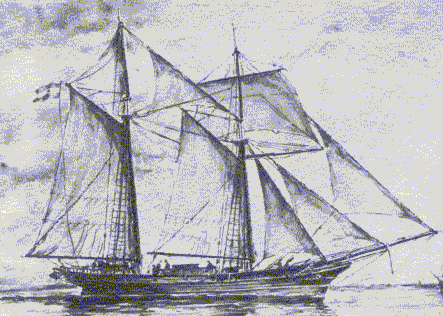
Goleta La Pepa.

El 26 de diciembre de 1826 al mando de la Goleta Pepa formó parte de la escuadra argentina que con quince buques partió hacia el Río Uruguay para enfrentar a la Tercera División Naval Imperial, con diecisiete navíos al mando del capitán de Fragata Jacinto Roque de Sena Pereira.
Su nave fue designada buque hospital por el comandante argentino Guillermo Brown. En la batalla final de la campaña, librada en Juncal los días 8 y 9 de febrero de 1827, la escuadra argentina derrotó completamente a la brasilera.

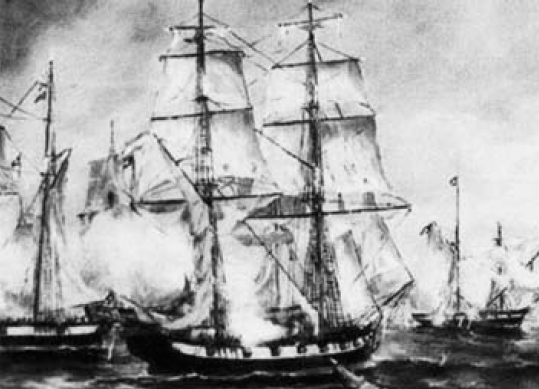
Batalla de Juncal.